# 見良津健雄
見良津 健雄（みらつ たけお、1960年2月15日 - 2006年9月5日）は、大分県出身の作曲家、編曲家、ギタリスト。二人組音楽ユニット「Twin AmadeuS」としても活動。メロネスト所属。

## 来歴
1980年、ヤマハ主催の『第19回ポピュラーソングコンテストつま恋本選会』にバンド『クロス・ワード』のメンバーとして出場。
アマチュアとして活動した後、田原俊彦のステージサポートを経験。以後、編曲を独学で学び、ジャンルを問わない幅広い音楽活動を行っていた。
2006年9月5日、癌のため死去。享年46。

## 主な楽曲提供

### アーティスト
- 石原慎一
  - バビル/孤独のモニュメント（作・編曲）
  - 砂嵐の子守唄（作・編曲）
  - 使命-MISSION-（作・編曲）
  - 風の刹那（作・編曲）
  - SHAKE IT SHAKE（作・編曲）
  - どうすればいい（作・編曲）
  - …何度も何度も…（作・編曲）
  - Fate of midnight（編曲）
  - 愛しているよ（編曲）
  - NAKED LOVE（作・編曲）
  - BYE-BYE LOVE CRUISING（作・編曲）
  - SUPERSTITION（作・編曲）
  - ビコーズ（編曲）
  - 君だけがいない（作・編曲）
  - RHAPSODY IN THE RAIN（編曲）
  - 日曜の午後はミリテリーのヒロイン（編曲）
  - そのままの君に会わせてよ（編曲）
  - Baby,set me free（編曲）
  - KISS in the Misty City（編曲）
  - Lucky You!（編曲）
  - 抱きしめたい-孤独な記憶-（編曲）
  - Bingの覇者はPoker Face（編曲）
  - 夢の果て（編曲）
  - 想い出にしたくない（編曲）
  - Love me All The Way（編曲）
- 石野広子
  - Starting with love（作・編曲）
  - GOD BLESS U（作・編曲）
- 鵜島仁文
  - 紙飛行機（編曲）
- 遠藤正明
  - Power of Desire（編曲）
- くま井ゆう子
  - 風邪をひいたら（編曲）
  - キスの意味（編曲）
- 涼風真世
  - 涙は知っている（編曲）
- 玉木宏
  - innocence（作・編曲）
  - 二度と愛せない（作・編曲）
- 米倉千尋
  - 嵐の中で輝いて（編曲）
  - 10 YEARS AFTER（編曲）
  - 永遠の扉（編曲）
  - いつの日か（編曲）
- 松阪晶子（代表曲）
  - まっすぐに（編曲）
  - DAKE-DO（編曲）
  - 満月（編曲）
  - 一粒のダイヤを探して（編曲）
  - 伝わりますか（編曲）
- 兵藤ゆき
  - ぼくとディジャヴ（編曲）
- 平岩英子
  - 卒業（編曲）
- 守山茂樹
  - UPTOWN GIRL（編曲）
  - もう一度、夏。（編曲）
- LAMUSE
  - SPURT!（編曲）
  - 泣きたい気分（編曲）
  - Girl's room（編曲）
  - Hon-Ne!（編曲）
  - はじめてのチュウ（編曲）
  - 信じて（編曲）
  - 君とふたり（編曲）
- レモンエンジェル
  - ハンサム・ガール（作・編曲）
  - 夏のMAJO（編曲）
  - 太陽をあげたい（作・編曲）
  - 記念日（編曲）
  - 17才（作・編曲）
  - 花嫁（編曲）
  - 真冬のスパンコール（編曲）

### アニメ
- 1993年 - アイドル防衛隊ハミングバード
- 1996年 - Ninja者
- 1997年 - でたとこプリンセス
- 1998年 - ひみつのアッコちゃん（フジテレビ系）
- 2002年 - 最終兵器彼女（中部日本放送）

### ゲーム
- 1994年 - 宝魔ハンターライム（プレイステーション版・セガサターン版）OP/ED
- 1995年 - ジャンピングフラッシュ! アロハ男爵ファンキー大作戦の巻
- 1996年 - ジャンピングフラッシュ! 2 アロハ男爵大弱りの巻
- 1999年 - レジェンド オブ ドラグーン
- 2004年 - beatmaniaIIDX 10thstyle(Freezing atmosphere)
- 2004年 - beatmaniaIIDX 11 IIDXRED(Wonder Bullfighter)
- 2005年 - beatmaniaIIDX 12 HAPPYSKY(alla turca con passione/原曲：トルコ行進曲)

※beatmania IIDX 13 DistorteDにて、原則シリーズごとの新曲のみで実施されるWEEKLY RANKINGにおいて氏の逝去の翌週（2006年9月13日から9月20日）に"Freezing atmosphere"が設定された。スタッフによる追悼の意と考えられる。

### CD
- 幸福の雅楽 - 見良津健雄&おたっしゃCLUB（1992年3月、徳間ジャパン）

※松本伊代姉（松本伊代の実姉）と野村義男が参加している。
- 幸福の洋楽 旅荘カリフォルニア - 掟破り軍団,見良津健雄&おたっしゃCLUB（1992年4月、日本コロムビア）

※70年代日本のフォークを、洋楽ロックでアレンジした奇盤。
- エンカトレイン Vol.1 - おたっしゃCLUB（1996年4月、ポリスター）
- エンカトレイン Vol.2 - おたっしゃCLUB（1996年4月、ポリスター）
- TAKEO MIRATSU Memorial Best -Twin AmadeuS-（2007年2月、SPACE SHOWER MUSIC）

## 関連人物
- なるけみちこ - ゲーム音楽家。見良津を業界の大先輩として慕っていた。